# Reine des orages
Reine des orages (titre original : Stormqueen!) est un roman du Cycle de Ténébreuse, écrit par Marion Zimmer Bradley, publié en 1978.